# Asunción Jódar Miñarro
Asunción Jódar Miñarro (Lorca, Región de Murcia, 10 de septiembre de 1955) es una artista y profesora española. Se licenció en Bellas artes por la Universidad Complutense de Madrid y, posteriormente, obtuvo el doctorado en Bellas Artes por la Universidad de Granada, donde es la Directora y profesora titular del Departamento de dibujo, siendo su área de especialización el dibujo y patrimonio., el dibujo al natural y dibujo contemporáneo

## Investigación y Docencia
Desde 1988 es docente de la facultad de Bellas Artes de la Universidad de Granada (España). Su especialidad docente se relaciona con distintos aspectos del dibujo, asignaturas que imparte a diferentes niveles de especialización (grado, máster y doctorado). Además de ello, investiga sobre dibujo contemporáneo y el patrimonio arqueológico en ámbitos, como el dibujo egipcio en la época de Tutmosis III, los dibujos de los muros del templo de Horus en Edfu o los dibujos sobre las estelas de carácter funerario del Museo Arqueológico de Tesalónica.

## Exposiciones
Asunción Jódar ha participado en diferentes exposiciones sobre Dibujo, Patrimonio e Interculturalidad, como en su exposición Incantadas (2013), una instalación de dibujos monumentales contemporáneos a partir del Patrimonio Visual de Macedonia. Esta exposición fue el resultado de un proyecto de investigación artística, organizado en conjunto por el Museo Arqueológico de Tesalónica, el Centro de Estudios Neogriegos, Bizantinos y Chipriotas y la Universidad de Granada, cuyo propósito era aglutinar la creación artística contemporánea y el patrimonio artístico antiguo. Asunción Jódar y Ricardo Marín Viadel han aportado a la exposición sus dibujos del natural y sus estudios de Granada, así como las ocho esculturas de las Incantadas, que se exponen en el Museo del Louvre. Dicha instalación en el Museo Arqueológico de Tesalonica, consistente en más de cincuenta dibujos con una escala de metro y medio de altura, se presenta en diálogo con las obras de arte de dicho museo y con las cualidades arquitectónicas que este presenta.
Otros proyectos son Miradas que habitan (2012), Neoantiguo (2007), Envoltorios de Moda (2006) y Genéticas Homólogas. Sabidurías aseadas, reflejos asediados (2005). La exposición de más largo recorrido es la vinculada con el proyecto Los dibuos del Tiempo cuyo protagonisa es el Templo de Horus en Edfú. La misma ha estado itinerando por diferentes países desde que se inaugurase en el Museo Egipcio de El Cairo en 2010

## Obras
Sus obras están presentes en numerosas colecciones públicas y privadas, como la Colección de Arte Contemporáneo de la Universidad de Granada, la colección de Calcografía Nacional de España, el Museo Egipcio de El Cairo, la Colección de Arte Contemporáneo del Instituto Andaluz de la Mujer, la Fundación Rodríguez Acosta y CajaGranada Fundación.
Entre sus piezas se encuentra la vidriera Bajando la escalera del templo de Edfú. Tres figuras del Egipto faraónico sobre un fondo de la Alhambra, pieza encargada por el Instituto Cervantes de El Cairo, los dibujos del natural para la instalación Incantadas y numerosas portadas de libros como, por ejemplo, El velo al desnudo, único trabajo de Badia Hadj Nasser traducido al español.

## Publicaciones
Entre sus publicaciones se encuentran:
- La noche sobre espejos, el día bajo el viento (1999). Junta de Andalucía. Consejería de Cultura. GR 536-1999
- La tejedora de redes (2004). Sevilla: Instituto Andaluz de la Mujer. ISBN 84-7921-111-3.
- Genéticas homólogas: Sabidurías aseadas, reflejos asediados (2005). Granada: Museo de Adra y Fundación Euroárabe. ISBN 84-609-8775-2.
- Por dibujado y por escrito (2006). Granada: Universidad de Granada. ISBN 84-338-39-330
- Envoltorios de Moda (2007). Murcia: Ayuntamiento de Murcia. ISBN 978-84-96760-00-4
- Mapa incompleto de recuerdos sonoros (2008). Sevilla: Junta de Andalucía. ISBN 978-84-8266-808-6
- Color y Tiempo (2012). Universidad de Granada. ISBN 978-84-338-5395-0